# Dineína

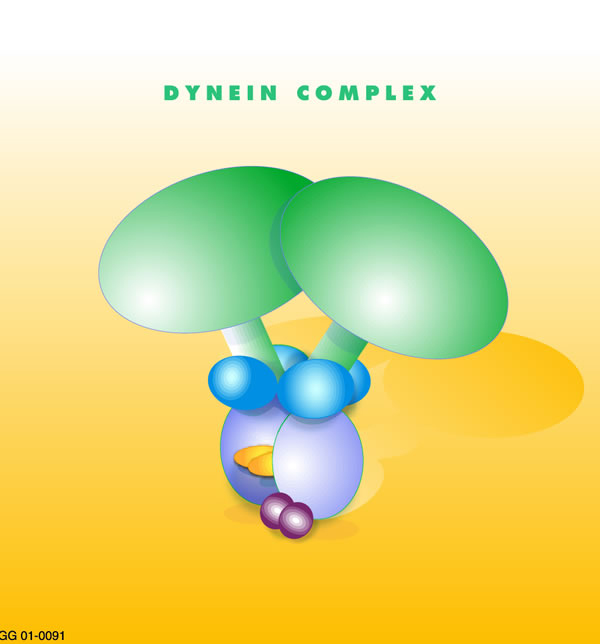
Complejo Dineina

La dineína es, junto con la kinesina, la proteína motora más importante asociada a los microtúbulos. Es una proteína enorme, contiene de 9 a 10 cabezas grandes, globulares, y son generadoras de fuerza. La dineína se mueve hacia el "extremo menos" (Minus End) del microtúbulo (movimiento retrógrado). La dineína es clave en el transporte retrógrado de sustancias en la célula. Este hecho reviste gran importancia en el axón neuronal, y en el movimiento de cilios y flagelos. Es un generador de fuerza para el movimiento del cromosoma durante la mitosis.

## Técnicas que han permitido su estudio
Típicamente ha sido estudiado en fragmentos celulares ricos en microtúbulos y con un transporte vesicular altamente ordenado y frecuente: esto es, en los axónes de neuronas, más frecuentemente en el calamar gigante. Las técnicas más empleadas para su estudio han sido: las puramente morfológicas, como la microscopía electrónica de barrido o de transmisión; las bioquímicas, como la electroforesis; las biofísicas, como la trampa óptica; las de inmunomarcaje por fluorescencia o enzimas; y las genéticas, por deleción de dominios proteicos o mediante animales knockout

## Estructura molecular
La dineína es una molécula de estructura similar a la kinesina: consta de dos cadenas pesadas idénticas que conforman dos cabezas globulares y de un número variable de cadenas intermedias y de cadenas ligeras. Se sugiere que la actividad de hidrólisis de ATP, fuente de energía de la célula, se encuentra en las cabezas globulares. La dineína transporta vesículas y orgánulos, por lo que debe interaccionar con sus membranas, y, para interactuar con ellas, requiere de un complejo proteico, de cuyos elementos cabe destacar la dinactina.
Posicionamiento del huso mitótico
Dineína citoplásmico posiciona el uso al lado del sitio de citocinesis anclándose a la corteza celular y jalando los microtúbulos astrales proveniendo del centrosomo. Levaduras incipientes han sido un organismo modelo poderoso para estudiar este proceso y han mostrado que dineína están dirigidos hacia los extremos positivos de los microtúbulos astrales y entregados a la corteza celular via un mecanismo descargador.

## Tipos
Además de las dineínas citoplasmáticas antes descritas, las dineínas axonémicas son cruciales en el mantenimiento de la estructura y funcionalidad de los flagelos. Estructuralmente, las dineínas del axonema son más complejas que las citoplasmáticas.

## Cilios y flagelos
La importancia de la dineína radica en su relación directa con el movimiento de los cilios y los flagelos. Encontramos la parte basal de la dineína unida a un microtúbulo, y la cabeza unida a otro microtúbulo que conforma el par adyacente. En este caso el movimiento de la dineína axonémica se ve frustrado pues los pares de microtúbulos que conforman el axonema están anclados mediante una proteína denominada nexina. De este modo un par de microtúbulos se desliza sobre el otro provocando que toda la estructura del axonema se doble.
La regulación del movimiento coordinado de cilios y flagelos es todavía un terreno desconocido.